# Заурбеков, Юсуп Джунидович
Заурбе́ков Юсу́п Джуни́дович (род. 23 ноября 1951, Сталинский район, Фрунзенская область, Киргизская ССР) — архитектор, градостроитель, заслуженный строитель Чеченской Республики, лауреат Государственной Премии СССР.

## Биография
Заурбеков Юсуп родился 23 ноября 1951 года в селе Александровское Московского района Киргизской ССР в семье депортированных в Киргизскую ССР во время операции «Чечевица» в 1944 году чеченцев. В 1957 году его семья вернулась в ЧИАССР в село Новые Атаги Шалинского района.
В 1969 году Заурбеков Юсуп с отличием окончил Ново-Атагинскую среднюю школу и в этом же году поступил в Грозненский нефтяной институт на факультет «промышленное и гражданское строительство». В 1974 году закончил его и получил квалификацию «инженер-строитель».
По окончании института, с 1974 года по 1999 год работал в сфере строительства, преимущественно в СМУ-2 Чечено-Ингушского Ордена Дружбы народов Управления строительства на должностях мастера, прораба, начальника участка, главного инженера и начальника СМУ-2. С 1978 года Юсуп Джунидович служил в рядах Советской Армии, в 1980 году был уволен в офицеры запаса. В 1978 году Заурбеков Юсуп Джунидович вступил в КПСС, был секретарем партийной организации СМУ-2, а также членом парткома ЧИУС.
В 1985 году Заурбеков Юсуп окончил Ленинградский инженерно-экономический институт имени Пальмиро Тольятти и получил квалификацию «организатор строительства». Работал, а впоследствии и возглавлял, в СМУ-2 ЧИУС, которая занималась постройкой ответственных зданий и сооружений в республике. За время работы Юсупа Заурбекова в СМУ-2 было возведено и сдано в эксплуатацию объектов общей площадью более 1 миллиона квадратных метров.
В СМУ-2 впервые в ЧИАССР был применен бригадный подряд, а также метод сдачи объектов от «нуля» до «ключа» с применением передовых форм и методов организации производства. Под руководством Заурбекова работала комплексная бригада Героя Социалистического Труда Шамсудина Хаджиева в составе 150 человек.
Заурбеков Юсуп закончил Ростовскую академию архитектуры и градостроительного искусства по специальности «архитектор». С 2004 года и по настоящее время занимает должность первого заместителя Председателя Государственного комитета по архитектуре и градостроительству Чеченской Республики.

## Достижения

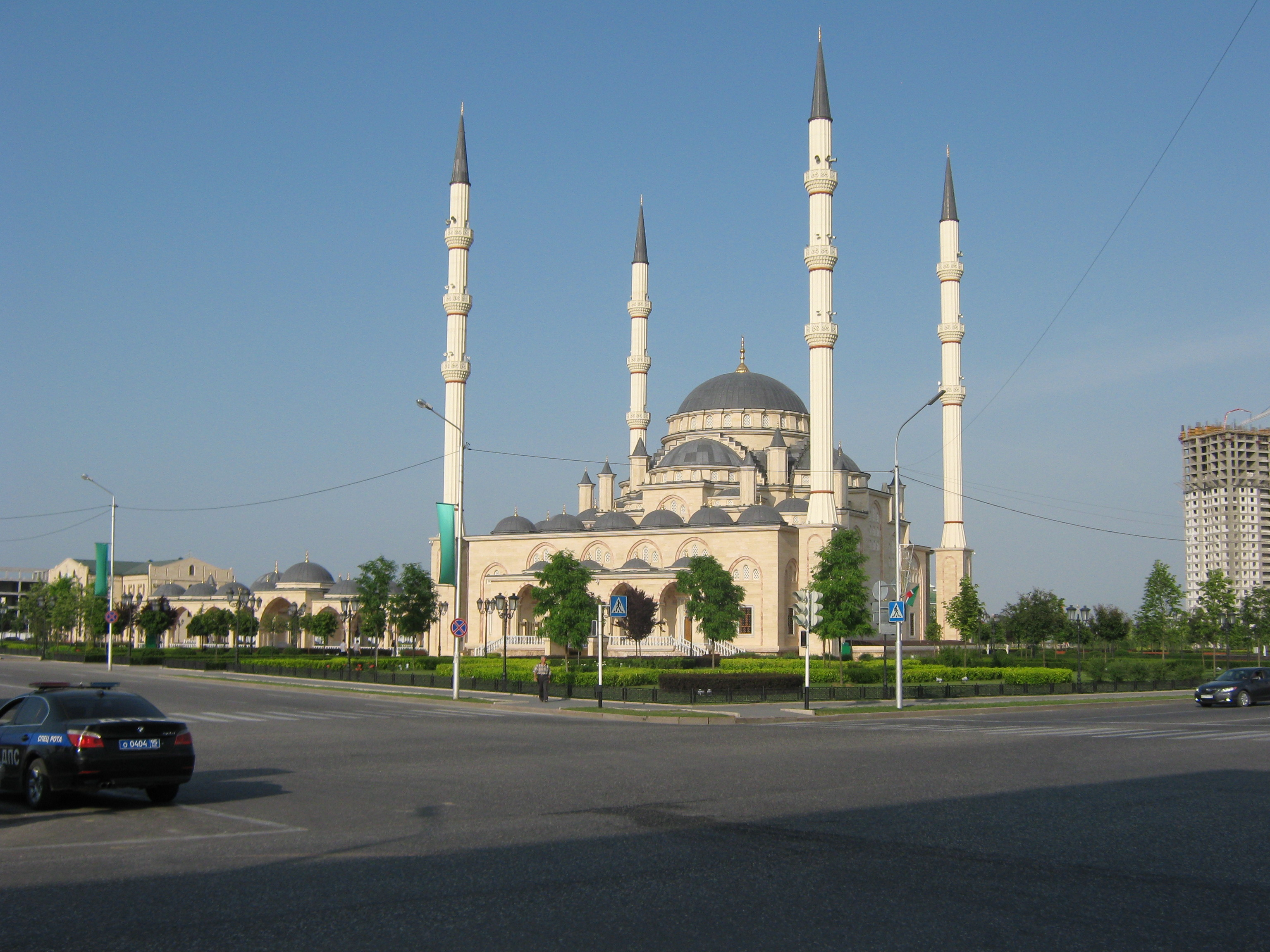
Мечеть «Сердце Чечни» на «Аллее Славы» им. А. А. Кадырова в Грозном, одним из соавторов которой является Юсуп Заурбеков

Заурбеков Юсуп является автором и соавтором множества работ и проектов, среди которых проекты объектов рекреации, соцкультбыта и градостроительства. В том числе:
- архитектурный проект реконструкции мавзолея великого духовного учителя и просветителя, почитаемого на Северном Кавказе шейха Бамат-Гирея-хаджи в селе Автуры;
- мемориальный комплекс «Аллея Славы» имени А. А. Кадырова в городе Грозный;
- здание «Waypark» по проспекту А. А. Кадырова.

Юсуп Заурбеков также принимал участие в одном из крупнейших градостроительных проектов — схеме территориального планирования Чеченской Республики. Также является автором идеи журнала «Архитектура и градостроительство ЧР», множества статей по перспективам развития города Грозного и современным градостроительным проблемам.

## Награды
За крупные достижения в области строительства Заурбеков Ю. Д. удостоен Почетного звания «Заслуженный строитель ЧР» указом Президента Чеченской Республики от 03.07.2006 г.) и Почетного звания «Почетный строитель России» приказом Министерства регионального развития РФ от 03.04.2007 г. № 243- кн. Член союза архитекторов России.

## Семья
Заурбеков Юсуп Джунидович женат, имеет двоих детей. Жена — Заурбекова Асет Хусейновна, 1952 года рождения, домохозяйка. Дети — Заурбеков Якуб Юсупович, 1974 года рождения и Заурбеков Анзор Юсупович, 1978 года рождения.
Заурбеков Анзор Юсупович получает второе высшее образование в Ростовской академии архитектуры и градостроительного искусства по специальности «архитектор» и работает в сфере архитектуры и градостроительства ЧР. Автор и соавтор множества разработок в сфере градостроительства, таких как генпланов, правил землепользования и застройки, проектов планировок и других, принимает активное участие в развитии градостроительной политики на территории Чеченской Республики.